# Salma al-Shehab
Salma al-Shehab est une activiste des droits des femmes saoudienne.

## Biographie

### Activité
Elle est hygiéniste dentaire et doctorante à l'université de Leeds au Royaume-Uni. Elle est membre de la minorité chiite d'Arabie saoudite. Elle est mère de deux enfants.

### Arrestation
En janvier 2021, les autorités saoudiennes arrêtent Salma al-Shehab alors qu'elle est en vacances en Arabie saoudite. Elle est ciblée pour son activité sur les réseaux sociaux soutenant les droits des femmes, et l'expression de sa solidarité avec les militants des droits des femmes, comme Loujain Al-Hathloul,. Elle est condamnée à six ans de prison fin 2021. En outre, elle est condamnée à une interdiction de voyage de 34 années après sa libération en août 2022,.
En janvier 2023, à l'occasion du 2e anniversaire de l'emprisonnement de Salma, Amnesty a appelé des militants à faire appel au roi Salmane ben Abdelaziz Al Saoud pour la libérer immédiatement et sans aucune condition, et à annuler sa peine.